# Conacul Béldi din Târnăveni
Conacul Béldi este o clădire-monument istoric aflată în orașul Târnăveni, pe str. Stadionului 2. Se află pe lista monumentelor istorice sub codul LMI:  MS-II-m-B-16048.

## Localitatea
Târnăveni, mai demult Târnava-Sân-Martin, până în 3 mai 1941 Diciosânmartin, (în maghiară Dicsőszentmárton, Szentmárton, Dicső, în germană Sankt Martin, Sankt-Martin, Martinskirch, Marteskirch, Märteskirch, în dialectul săsesc Mierteskirch) este un municipiu în județul Mureș, Transilvania, România. Se află situat pe râul Târnava Mică. Prima menționare documentară este din anul 1278, cu numele de Tycheu Sent Martun.

## Istoric și trăsături
Clădirea a fost ridicată în a doua jumătate a secolului al XIX-lea (cca 1860). A fost reședința grofului Beldi Gergely. După naționalizare a fost mai întâi sediul Comisariatului militar, iar din anul 1968 în clădire funcționează Muzeul Municipal, ce adăpostește colecții de paleontologie, științele naturii, arheologie, carte veche, numismatică și etnografie.

## Vezi și
- Târnăveni